# Манерба дел Гарда
Манерба дел Гарда (итал. Manerba del Garda) је насеље у Италији у округу Бреша, региону Ломбардија.
Према процени из 2011. у насељу је живело 3761 становника. Насеље се налази на надморској висини од 135 м.

## Становништво
Према резултатима пописа становништва 2011. у општини је живело 4.902 становника.
| 1951. | 1961. | 1971. | 1981. | 1991. | 2001. | 2011. |
| ----- | ----- | ----- | ----- | ----- | ----- | ----- |
| 2.158 | 2.274 | 2.552 | 2.732 | 2.780 | 3.761 | 4.902 |